# Данило Алвін
Данило Алвін Фарія (порт. Danilo Alvim Faria, 3 грудня 1920, Ріо-де-Жанейро — 16 травня 1996, Ріо-де-Жанейро) — бразильський футболіст, що грав на позиції півзахисника, зокрема, за клуб «Васко да Гама», а також національну збірну Бразилії. По завершенні ігрової кар'єри — тренер.
Чотириразовий переможець Ліги Каріока. Переможець Клубного чемпіонату Південної Америки 1948. У складі збірної — переможець чемпіонату Південної Америки. Переможець чемпіонату Південної Америки (як тренер).

## Клубна кар'єра
У футболі дебютував 1939 року виступами за команду «Америка» (Ріо-де-Жанейро), в якій провів три сезони.
Згодом з 1943 по 1945 рік грав у складі команд «Канто до Ріо» та «Америка» (Ріо-де-Жанейро).
Своєю грою за останню команду привернув увагу представників тренерського штабу клубу «Васко да Гама», до складу якого приєднався 1946 року. Відіграв за команду з Ріо-де-Жанейро наступні вісім сезонів своєї ігрової кар'єри.
Завершив професійну ігрову кар'єру у клубі «Ботафогу», за команду якого виступав протягом 1955—1956 років.

## Виступи за збірну
1945 року дебютував в офіційних матчах у складі національної збірної Бразилії. Протягом кар'єри у національній команді провів у її формі 27 матчів, забивши 2 голи.
У складі збірної був учасником Чемпіонату Південної Америки 1963 року у Болівії, здобувши того року титул континентального чемпіона, Чемпіонату Південної Америки 1945 року у Чилі, де разом з командою здобув «срібло», Чемпіонату Південної Америки 1946 року в Аргентині, де разом з командою здобув «срібло», Чемпіонату Південної Америки 1949 року у Бразилії, здобувши того року титул континентального чемпіона, Чемпіонату Південної Америки 1953 року у Перу, де разом з командою здобув «срібло».
У складі збірної був учасником чемпіонату світу 1950 року у Бразилії, де разом з командою здобув «срібло», зігравши з Мексикою (4-0), Югославією (2-0), Швецією (7-1), Іспанією (6-1) і Уругваєм (1-2).

## Кар'єра тренера
Розпочав тренерську кар'єру відразу ж по завершенні кар'єри гравця, 1956 року, очоливши тренерський штаб клубу «Убераба».
1963 року став головним тренером команди «Ботафогу», тренував команду з Ріо-де-Жанейро один рік.
Згодом протягом 1963—1965 років очолював тренерський штаб збірної Болівії. Привів болівійську збірну до єдиного в її історії титулу — переможця Кубка Америки 1963.
1978 року прийняв пропозицію попрацювати у клубі «Наутіко Капібарібе». Залишив команду з Ресіфі того ж року.
Протягом тренерської кар'єри також очолював команду «Клуб Ремо».
Останнім місцем тренерської роботи був клуб «Галісія», головним тренером команди якого Данило Алвін був протягом 1981 року.
Помер 16 травня 1996 року на 76-му році життя у місті Ріо-де-Жанейро.

## Титули і досягнення

### Як гравця
- Переможець Ліги Каріока (4):

«Васко да Гама»: 1947, 1949, 1950, 1952;
- Переможець Клубного чемпіонату Південної Америки з футболу 1948 (1):

«Васко да Гама»: 1948
- Чемпіон Південної Америки: 1949
- Срібний призер Чемпіонату Південної Америки: 1945, 1946, 1953
- Віце-чемпіон світу: 1950

### Як тренера
- Переможець чемпіонату Південної Америки (1): 1963